# Erastroides propera
Erastroides propera är en fjärilsart som beskrevs av Augustus Radcliffe Grote 1882. Erastroides propera ingår i släktet Erastroides och familjen nattflyn. Inga underarter finns listade i Catalogue of Life.